# Lovec Goa'uldů
Lovec Goa'uldů je 7. epizoda 3. řady sci-fi seriálu Hvězdná brána.

## Děj epizody
SG-1 se vydají na planetu, kde je zajme lovec Aris. Chce, aby mu pomohli ulovit Goa'ulda Keltara, který uprchl Sokarovi. Aris ostatní pošle pro Keltara, ale Samantu si nechá. Keltara vylákají z jeskyně a on jim řekne, že je Tok'ra jménem Korra a byl zvědem u Sokara. Samanta by ho prý poznala. Aris omráčí Samantu a schová se. Poté všechny zajme. Teal'c se nabídne, že půjde místo Tok'ry. Aris nakonec všechny pustí, poté, co zničí loď, kterou chtěl odletět.